# Pierino Gelmini
Pour un article plus général, voir Abus sexuels dans l'Église catholique en Italie.
Pietro Gelmini dit Pierino Gelmini, né à Pozzuolo Martesana le 20 janvier 1925 et mort le 12 août 2014 à Amelia, est un prêtre italien, fondateur de la Comunita Incontro une association de réinsertion de toxicomanes. 
À la suite d'accusations d'agressions sexuelles, il renvoyé, à sa demande, de l' état clérical en 2008. En 2010, il est traduit devant la justice pour 12 affaires différentes d'abus sexuels allégués sur mineurs. Il meurt avant la fin du procès. 

## Biographie
Dans sa jeunesse, Pierino Gelmini combat aux côtés des résistants italiens contre la Wehrmacht (armée allemande) et les miliciens de la République sociale italienne instaurée par Benito Mussolini.
En 1963, il fonde à Amelia la Comunita Incontro une association de réinsertion de toxicomanes et d'aide aux défavorisés. L'association comporte ultèrieurement plus de 200 centres en Italie mais également à l'étranger comme en Bolivie et en Thaïlande. Pierino Gelmini est connu pour ses interventions dans les médias italiens, il développe aussi des liens personnels auprès de leaders politiques de droite. Ainsi en 2005, après la catastrophe du tsunami dans l'océan Indien, le milliardaire et homme politique Silvio Berlusconi fait don à « son ami Don Pierino » de 5 milliards d'euros pour soutenir ses œuvres en Thaïlande.
En juin 2010, le tribunal de Terni décide de renvoyer devant la justice Pierino Gelmini dans 12 affaires différentes d'abus sexuels allégués sur mineurs. Le procès commence en 2011, mais est suspendu en raison de son état de santé. Il meurt, sans jugement en août 2014.

## Complotisme
Pierino Gelmini se présente comme la victime d'un complot soutenu par des juges « anticléricaux ». Il compare son affaire à celles à des prêtres américains accusés de pédophilie aux États-Unis. Il dénonce une machination du lobby « juif et radical-chic ». Accusé d'antisémitisme, il évoque alors « une loge maçonnique radicale-chic qui combat l'Église ».